# Little Humby
Little Humby är en by i civil parish Ropsley and Humby, i distriktet South Kesteven, i grevskapet Lincolnshire, i England. Byn är belägen 10 km från Grantham. Little Humby var en civil parish från 1866 till 1887 då den blev en del av Humby. Civil parish hade 104 invånare år 1881.